# Tadeusz Marynowski
Tadeusz Marynowski (ur. 20 czerwca 1892, zm. 1 września 1949 w Warszawie) – polski urzędnik konsularny.

## Życiorys
Był pracownikiem polskiej służby zagranicznej, w MSZ od 18 stycznia 1919. Pełnił m.in. następujące funkcje: konsula, kierownika urzędu w Mediolanie (1919–1923), konsula w Nowym Jorku (1923–1929), w  tym kierownika tegoż urzędu (1928), konsula w Buffalo (1929–1931), konsula, kierownika urzędu w Pradze (1933–1934).
Pochowany na cmentarzu Powązkowskim w Warszawie (kwatera 30-4-4,5).

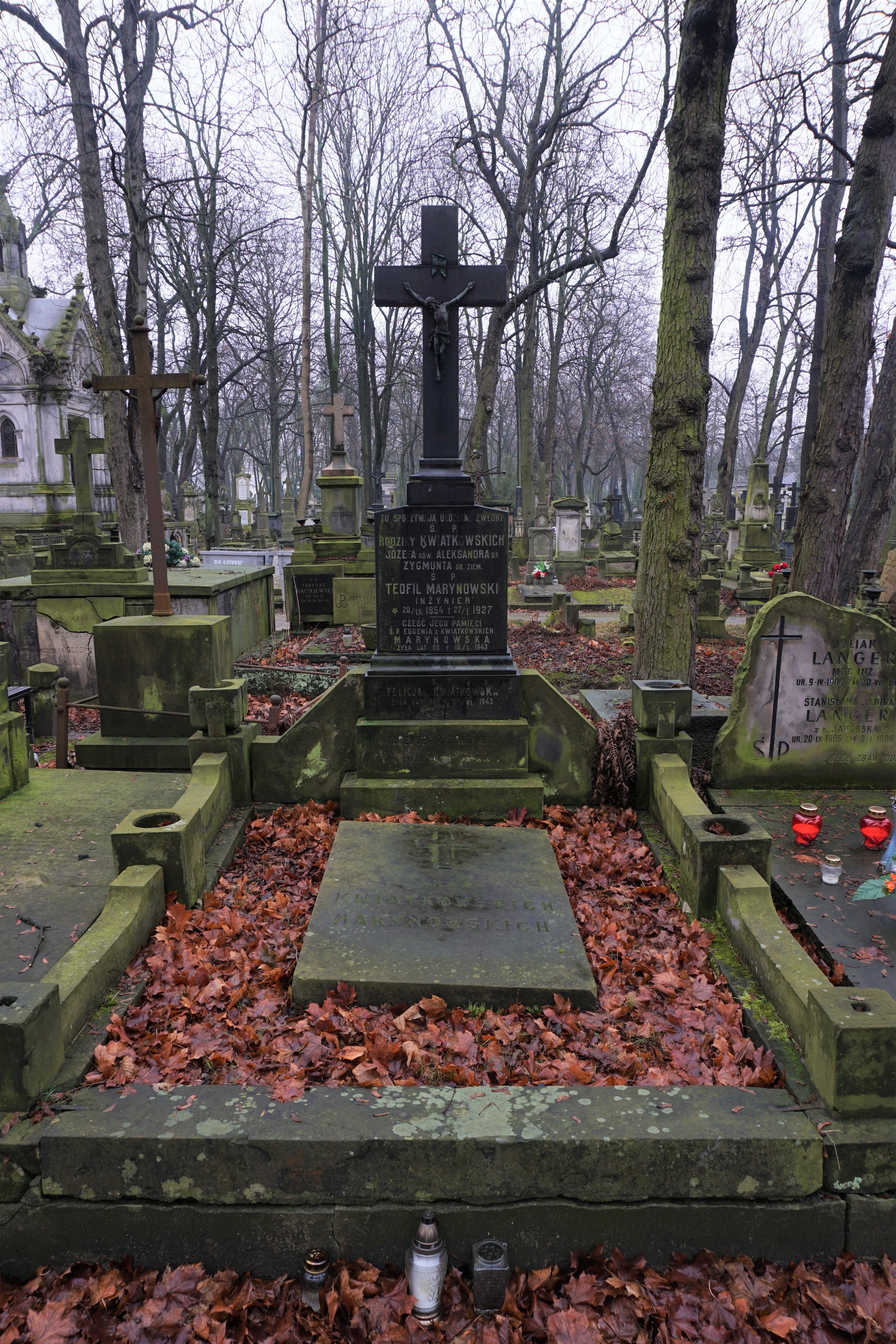
Grób Tadeusza Marynowskiego na cmentarzu Powązkowskim

## Ordery i odznaczenia
- Krzyż Oficerski Orderu Korony Włoch (Włochy)[3]